# Maciej Szykuła
Maciej Wawrzyniec Szykuła (ur. 10 sierpnia 1956 w Stawiszynie) – polski samorządowiec, nauczyciel, działacz społeczny, były lubuski kurator oświaty, w latach 2010–2014 wicemarszałek województwa lubuskiego.

## Życiorys
Absolwent Wydziału Biologii i Nauk o Ziemi Uniwersytetu im. Adama Mickiewicza w Poznaniu (1980). Kształcił się także na studiach podyplomowych z zakresu: zarządzania oświatą oraz organizacji oświaty dla menedżerów na Uniwersytecie Szczecińskim, organizacji i zarządzania oświatą w Instytucie Kształcenia Nauczycieli im. W. Spasowskiego (oddział w Kaliszu), a także z zarządzania ryzykiem w instytucjach finansowych w Szkole Głównej Handlowej.
Pracował jako nauczyciel, kierownik świetlicy i opiekun w internacie. Przez wiele lat był dyrektorem w Zespole Szkół Budowlanych w Gorzowie Wielkopolskim. Od 1995 do 2003 pracował jako wiceprezes Sekcji Szkół Budowlanych przy Polskiej Izbie Przemysłowo-Handlowej Budownictwa w Warszawie, od 1995 do 1997 był także ekspertem Fundacji Rozwoju Ekonomicznego i Kształcenia Zawodowego SEQUA w Reasfeld. W latach 2002–2006 sprawował funkcję lubuskiego kuratora oświaty, a w latach 2009–2010 – wiceprezesa zarządu Państwowego Funduszu Rehabilitacji Osób Niepełnosprawnych. Działał także społecznie jako prezes zarządu Oddziału Towarzystwa Przyjaciół Dzieci w Gorzowie Wielkopolskim (1995–2009), prezydent gorzowskiego Klubu Rotary (2001–2003) oraz szef wojewódzkiego oddziału Ligi Obrony Kraju (od 2003). Zasiadał także w radzie programowej Radia Zielona Góra i kierował radą nadzorczą TVP3 Gorzów Wielkopolski.
Zaangażował się w działalność polityczną w ramach Polskiego Stronnictwa Ludowego, został wiceprzewodniczącym jego lubuskich struktur. W 2006 kandydował z jego ramienia do gorzowskiej rady miejskiej, a w 2010 – do sejmiku lubuskiego. Także bez powodzenia startował do Parlamentu Europejskiego w 2009 i 2014 oraz do Sejmu w 2001, 2005, 2007, 2011 i 2015. 29 listopada 2010 został wybrany na wicemarszałka województwa lubuskiego. W wyborach samorządowych w 2014 bez powodzenia kandydował do sejmiku lubuskiego oraz na prezydenta Gorzowa Wielkopolskiego (zdobył 0,53% głosów i zajął ostatnie, siódme miejsce). Zakończył pełnienie funkcji wicemarszałka 1 grudnia 2014 w związku z zakończeniem kadencji zarządu.
W 2002 otrzymał Srebrny Krzyż Zasługi.

## Życie prywatne
Żonaty, ma córkę. Mieszka w Gorzowie Wielkopolskim.
W 1985 został bez swojej wiedzy zarejestrowany przez Służbę Bezpieczeństwa jako kandydat na tajnego współpracownika i TW. Jego oświadczenie lustracyjne zostało uznane za zgodne z prawdą przez Instytut Pamięci Narodowej.